# Warmińsko-Mazurski Oddział Straży Granicznej
Warmińsko-Mazurski Oddział Straży Granicznej imienia gen. bryg. Stefana Pasławskiego – jeden z dziewięciu oddziałów Straży Granicznej z siedzibą w Kętrzynie pełniący służbę na granicy państwowej z Federacją Rosyjską.

## Formowanie i zmiany organizacyjne
Tworzenie Oddziału Straży Granicznej w Ketrzynie rozpoczęto w lutym 1991. 14 lutego 1991 Komendant Główny SG płk prof. dr hab. Marek Lisiecki wydał Zarządzenie Nr 6/91 na mocy którego powstał Oddział Straży Granicznej w Kętrzynie. Rozkazem Specjalnym Nr PF-30 z 18 lutego 1991 rozkazał przyjąć i stosować z dniem 15 lutego 1991 nazwę Warmińsko-Mazurski Oddział Straży Granicznej w miejsce dotychczasowego Oddziału Straży Granicznej w Kętrzynie. 7 maja 1991 Komendant Główny Straży Granicznej płk prof. dr hab. Marek Lisiecki wydał zarządzenie nr 012 na mocy którego 16 maja 1991 rozwiązano Kaszubską Brygadę Wojsk Ochrony Pogranicza w Gdańsku i Podlasko-Mazurską Brygadę Wojsk Ochrony Pogranicza w Białymstoku. Jednocześnie na mocy tego zarządzenia został utworzony Warmińsko-Mazurski Oddział Straży Granicznej w Koszalinie według etatu nr 44/014 o stanie osobowym 306 funkcjonariuszy i 17 pracowników urzędów państwowych. Oddział przejął ochronę kaliningradzki odcinek granicy państwowej z Federacją Rosyjską o długości 198 km 697 m.
Zarządzeniem Komendanta Głównego SG Nr 6/91, w kwietniu 1991 z Podlasko-Mazurskiej Brygady WOP do Warmińsko–Mazurskiego Oddziału SG Kętrzynie przekazano strażnice w miejscowościach Węgorzewo, Banie Mazurskie i Gołdap, a z Kaszubskiej Brygady WOP włączono strażnice w miejscowościach: Braniewo, Górowo Iławeckie, Bartoszyce i Barciany.
Decyzją nr 26 Komendanta Głównego Straży Granicznej z dnia 10 września 1992 nadano Warmińsko-Mazurskiemu Oddziałowi Straży Granicznej w Kętrzynie sztandar.
W latach 1994–1997 w struktury oddziału włączono do systemu ochrony granicy państwowej 3 strażnice: Lelkowo (1 stycznia 1994), Dubeninki (1 września 1995), Sępopol (1 marca 1997).
Minister Spraw Wewnętrznych i Administracji na wniosek Komendanta Warmińsko-Mazurskiego Oddziału Straży Granicznej z 16 maja 2010 nadał Warmińsko-Mazurskiemu Oddziałowi Straży Granicznej w Kętrzynie imię gen. bryg. Stefana Pasławskiego.
Zarządzeniem nr 64 Komendanta Głównego Straży Granicznej z 2 listopada 2010 określono i wprowadzono symbol Warmińsko-Mazurskiego Oddziału Straży Granicznej.

## Zasięg terytorialny
Od 1 kwietnia 2011 zasięg terytorialny oddziału obejmuje Województwo warmińsko-mazurskie z wyłączeniem: powiatu elbląskiego, miasta na prawach powiatu Elbląg oraz z powiatu braniewskiego gminy Frombork, a także morskich wód wewnętrznych Zalewu Wiślanego.
Od 15 stycznia 2002 zasięg terytorialny oddziału obejmował województwo warmińsko-mazurskie z wyłączeniem morskich wód wewnętrznych Zalewu Wiślanego.
Do 2004 w terytorialnym zasięgu działania oddziału, terenowymi organami Straży Granicznej byli komendant oddziału, komendanci strażnic i granicznych placówek kontrolnych straży granicznej, a po reorganizacji komendant oddziału i komendanci placówek straży granicznej.
Oddział współpracuje m.in. z: Policją, Krajową Administracją Skarbową, Inspekcją Transportu Drogowego, Agencją Bezpieczeństwa Wewnętrznego, Żandarmerią Wojskową, Warmińsko-Mazurskim Urzędem Wojewódzkim w Olsztynie oraz Służbą Ochrony Kolei.

## Struktura organizacyjna oddziału
W 1991 przejęte zostały od WOP:
- Strażnica SG w Braniewie
- Strażnica SG w Górowie lławeckim
- Strażnica SG w Bartoszycach
- Strażnica SG w Barcianach
- Strażnica SG w Węgorzewie
- Strażnica SG w Baniach Mazurskich
- Strażnica SG w Gołdapi.

Komendantami Strażnic zostali dotychczasowi dowódcy strażnic WOP, a utworzonych Granicznych Placówek Kontrolnych SG w Braniewie, Bartoszycach i Skandawie dotychczasowi zastępcy dowódców strażnic WOP odpowiedzialni za kontrolę ruchu granicznego.
Od 2003 funkcjonowanie Warmińsko-Mazurskiego Oddziału Straży Granicznej regulowało Zarządzenie nr 40 Komendanta Głównego Straży Granicznej z 15 października 2003 w sprawie nadania regulaminu organizacyjnego Komendzie Warmińsko-Mazurskiego Oddziału Straży Granicznej w Kętrzynie (Dz. Urz. KGSG Nr 7, poz. 47) z 2005 Nr 5, poz. 30, z 2007, Nr 1, poz. 9, Nr 2, poz. 25 i Nr 11, poz. 96 oraz z 2008. Nr 6, poz. 38) zmienionego zarządzeniami nr 37 z 23 maja 2008, nr 57 z 23 lipca 2008 i nr 63 z 28 sierpnia 2008 oraz Zarządzenie nr 85 z 16 listopada 2009.
Od 1 maja 2014 funkcjonowanie Warmińsko-Mazurskiego Oddziału Straży Granicznej reguluje Zarządzenie nr 50 Komendanta Głównego Straży Granicznej z 16 kwietnia 2014 w sprawie nadania regulaminu organizacyjnego Komendzie Warmińsko-Mazurskiego Oddziału Straży Granicznej imienia gen. bryg. Stefana Pasławskiego w Kętrzynie (Dz. Urz. 2014.70).
Komendą Oddziału kieruje Komendant Oddziału przy pomocy zastępców Komendanta Oddziału, głównego księgowego oraz kierowników komórek organizacyjnych komendy oddziału.
W skład komendy oddziału wchodzą komórki organizacyjne, o których mowa poniżej oraz Zespół Stanowisk Samodzielnych.
Zespół Stanowisk Samodzielnych, w skład którego wchodzą radca prawny i kapelan, jest bezpośrednio nadzorowany przez Komendanta Oddziału.
Komórkami organizacyjnymi komendy oddziału są:
- Wydział Graniczny
- Wydział Operacyjno-Śledczy
- Wydział do Spraw Cudzoziemców
- Wydział Koordynacji Działań
- Wydział Łączności i Informatyki
- Wydział Kadr i Szkolenia
- Pion Głównego Księgowego
- Wydział Techniki i Zaopatrzenia
- Wydział Zabezpieczenia Działań
- Wydział Ochrony Informacji
- Wydział Kontroli i Audytu Wewnętrznego
- Wydział Analiz, Informacji i Współpracy Międzynarodowej
- Służba Zdrowia Warmińsko-Mazurskiego Oddziału Straży Granicznej z siedzibą w Kętrzynie
- Strzeżony Ośrodek dla Cudzoziemców w Kętrzynie (od 1 listopada 2007)[14].

Od 24 sierpnia 2005 w miejsce dotychczas funkcjonujących strażnic oraz granicznych placówek kontrolnych utworzono placówki Straży Granicznej. Funkcjonariusze i pracownicy pełniący służbę i zatrudnieni w strażnicach oraz granicznych placówkach kontrolnych Straży Granicznej stali się odpowiednio funkcjonariuszami i pracownikami placówek Straży Granicznej.

### Placówki Warmińsko-Mazurskiego Oddziału Straży Granicznej[16]
- Placówka Straży Granicznej w Braniewie
- Placówka Straży Granicznej w Grzechotkach
- Placówka Straży Granicznej w Górowie Iławeckim
- Placówka Straży Granicznej w Bezledach
- Placówka Straży Granicznej w Sępopolu
- Placówka Straży Granicznej w Barcianach
- Placówka Straży Granicznej w Węgorzewie
- Placówka Straży Granicznej w Baniach Mazurskich
- Placówka Straży Granicznej w Gołdapi
- Placówka Straży Granicznej w Dubeninkach
- Placówka Straży Granicznej w Olsztynie
  - Przejście graniczne Mazury (lotnicze) w Port lotniczy Szczytno-Szymany.

## Komendanci oddziału
- mjr SG Jan Olszewski (15.02.1991–5.11.1993)
- kpt. SG Wiesław Wieczorek (15.03.1994–28.08.1995)
- ppłk SG Stanisław Mika (29.08.1995–22.09.1997)
- płk SG Leszek Czech (23.09.1997–28.11.1997)
- płk SG Jerzy Stec (29.11.1997–31.01.2000)
- płk SG Józef Biegun (1.02.2000–30.06.2007)
- płk SG Przemysław S. Kuźmiński (1.07.2007–11.10.2011)
- płk SG Jarosław Kowalkowski (12.10.2011–16.06.2013)
- gen. bryg. SG Wojciech Skowronek (17.06.2013–16.09.2015)
- płk SG Tomasz Semeniuk (17.09.2015–24.07.2017)
- gen. bryg. SG Robert Inglot (25.07.2017–10.02.2023)
- gen. bryg. SG Tomasz Zybiński (10.02.2023[17]–17.06.2024)
- płk SG Daniel Wojtaszkiewicz (17.06.2024-obecnie)